# Бофорт (Северна Каролина)
Бофорт (енгл. Beaufort) град је у америчкој савезној држави Северна Каролина.

## Демографија
По попису из 2010. године број становника је 4.039, што је 268 (7,1%) становника више него 2000. године.
| Група             | 2000.         | 2010.         |
| Белци             | 2.812 (74,6%) | 3.124 (77,3%) |
| Афроамериканци    | 754 (20,0%)   | 687 (17,0%)   |
| Азијати           | 14 (0,4%)     | 29 (0,7%)     |
| Хиспаноамериканци | 142 (3,8%)    | 105 (2,6%)    |
| Укупно            | 3.771         | 4.039         |